# Július Bielik
Július Bielik  est un footballeur tchécoslovaque puis slovaque né le 8 mars 1962 à Vyškov. Il évoluait au poste de défenseur.

## Biographie

### En club
Entre 1980 et 1987, il joue 358 matchs en première division tchécoslovaque puis tchèque, inscrivant 12 buts.
Participant régulièrement aux compétitions européennes, il dispute 17 matchs en Coupe d'Europe des clubs champions, et 10 matchs en Coupe de l'UEFA. Il est quart de finaliste de la Coupe des clubs champions européens en 1985, en étant battu par la Juventus de Turin, et atteint également les quarts de finale de la Coupe de l'UEFA en 1984, en étant éliminé par l'Hajduk Split.
Il remporte six titres de champion de Tchécoslovaquie et trois Coupe de Tchécoslovaquie avec le Sparta Prague.
Il joue au Japon en 1991 et 1992.

### En équipe nationale
International tchécoslovaque, il reçoit 18 sélections en équipe de Tchécoslovaquie de 1983 à 1990.
Il joue son premier match en équipe nationale le 26 octobre 1983 en amical contre la Bulgarie. 
Il fait partie du groupe tchécoslovaque lors de la Coupe du monde 1990. Il dispute deux matchs lors de cette compétition. Son dernier match en équipe nationale est un match contre l'Italie lors de ce même tournoi.

## Carrière

### Joueur
- 1979-1982 :  Spartak Trnava
- 1982-1991 :  Sparta Prague
- 1991-1992 :  Sanfrecce Hiroshima
- 1994-1995 :  Union Cheb
- 1995-1997 :  Hradec Králové

### Entraîneur
- 1997-1998 :  FK Viktoria Žižkov
- 1999 :  FK Jablonec

## Palmarès
Avec le Sparta Prague :
- Champion de Tchécoslovaquie en 1984, 1985, 1987, 1988, 1989, 1990 et en 1991
- Vainqueur de la Coupe de Tchécoslovaquie en 1984, 1988 et en 1989